# ANZ Centre
L'ANZ Centre è un grattacielo per uffici di Auckland in Nuova Zelanda.

## Caratteristiche
Situato al 23 di Albert Street, la torre è alta 143 metri (469 ft) e conta 35 livelli di spazi per uffici, per un totale di 33.187 m² di superficie. In passato era conosciuta come la Coopers & Lybrand Tower e prima ancora come Robert Jones Tower; è stata inoltre l'edificio più alto della Nuova Zelanda dal 1991 al 1999, finché fu superata dall'edificio Metropolis. Oggi è il quinto edificio più alto di Auckland.